# Renato Borracetti
Renato Borracetti (manchmal auch Renato Borraccetti; * 1903 in Boscoreale, Provinz Neapel; † nach 1968) war ein italienischer Filmregisseur und Drehbuchautor.

## Leben
Borracetti inszenierte zwischen 1952 und 1968 vier Filme nach eigenem Drehbuch; bereits 1940 war er bei Giorgio Ferronis L'ebrezzo dal cielo für die Organisation zuständig, schrieb später ein weiteres Drehbuch und war 1964 als Filmeditor im Einsatz. Hauptsächlich arbeitete er für Sandro Pallavicinis Wochenschau-Firma Incom als Dokumentarfilmer.
Borracetti wird manchmal als Renbor oder Renato Borr geführt.

## Filmografie
- 1952: Femmina senza cuore
- 1953: Cuore di spia
- 1966: La notte dell'addio
- 1968: Due occhi per uccidere